# Спенсес-Брідж
Спенсес-Брідж (англ. Spences Bridge) — індіанська резервація в Канаді, у провінції Британська Колумбія, у межах регіонального округу Томпсон-Нікола.

## Населення
За даними перепису 2016 року, індіанська резервація нараховувала 5 осіб. Середня густина населення становила 23,9 осіб/км².

## Клімат
Середня річна температура становить 6,9°C, середня максимальна – 21,4°C, а середня мінімальна – -11,2°C. Середня річна кількість опадів – 341 мм.
| Клімат поселення                              | Клімат поселення | Клімат поселення | Клімат поселення | Клімат поселення | Клімат поселення | Клімат поселення | Клімат поселення | Клімат поселення | Клімат поселення | Клімат поселення | Клімат поселення | Клімат поселення | Клімат поселення |
| Показник                                      | Січ.             | Лют.             | Бер.             | Квіт.            | Трав.            | Черв.            | Лип.             | Серп.            | Вер.             | Жовт.            | Лист.            | Груд.            |                  |
| Середній максимум, °C                         | 2,23             | 5,41             | 9,62             | 13,64            | 17,86            | 21,36            | 20,61            | 20,81            | 16,24            | 10,48            | 4,08             | −0,63            |                  |
| Середня температура, °C                       | −4,48            | −1,32            | 2,90             | 6,92             | 11,15            | 14,64            | 17,56            | 17,76            | 13,17            | 7,42             | 1,02             | −3,68            |                  |
| Середній мінімум, °C                          | −11,21           | −8,04            | −3,84            | 0,20             | 4,42             | 7,91             | 14,51            | 14,72            | 10,13            | 4,37             | −2,03            | −6,73            |                  |
| Норма опадів, мм                              | 32               | 20               | 18               | 17               | 31               | 35               | 32               | 27               | 24               | 29               | 37               | 39               |                  |
| Середньомісячна швидкість вітру, м/с          | 2.10             | 2.20             | 2.49             | 2.77             | 2.50             | 2.40             | 2.22             | 2.02             | 1.88             | 2.08             | 2.17             | 2.12             |                  |
| Середньомісячна сонячна радіація, кДж/м²·день | 3261             | 6433             | 10956            | 15920            | 19475            | 21111            | 22010            | 18819            | 13297            | 7457             | 3706             | 2516             |                  |
| --------------------------------------------- | ---------------- | ---------------- | ---------------- | ---------------- | ---------------- | ---------------- | ---------------- | ---------------- | ---------------- | ---------------- | ---------------- | ---------------- | ---------------- |
| Джерело:                                      |                  |                  |                  |                  |                  |                  |                  |                  |                  |                  |                  |                  |                  |